# Talus (os)
Astragale
Pour les articles homonymes, voir Astragale.
Le talus ([ta.lys]), ou astragale en ancienne nomenclature, est un os du tarse qui s'articule avec le tibia et la fibula (ou péroné en ancienne nomenclature) en haut, avec l'os naviculaire en avant et le calcanéus en bas.

## Description
Le talus est un os court aplati verticalement et allongé d'avant en arrière. Il forme le sommet de l'arc longitudinal du pied. Il est irrégulièrement cubique avec six faces (supérieure, inférieure, latéral, médial, antérieure et postérieure).
Il est composé de trois parties : à l'arrière le corps du talus, formant les trois quarts de l'os ; à l'avant une partie arrondie, formant la tête du talus ; ces deux parties sont reliées par une partie intermédiaire, courte et rétrécie, le col du talus.

### Corps du talus
Le corps du talus (ou corps de l'astragale) constitue les trois quarts postérieurs de l’os et constitue la partie la plus volumineuse du talus.
Il n'est pas exactement dans le prolongement de l'axe du col et de la tête et forme un angle:
- dans le plan horizontal (appelé angle de déclinaison), obtus ouvert en dedans de 160° environ,
- dans le plan vertical (appelé angle d'inclinaison), obtus ouvert en bas de 115° environ,

Il est en grande partie articulaire et forme la trochlée du talus (ou poulie astragalienne) qui s’articule avec le tibia et la fibula.
Il est de forme à peu près cubique de sorte qu'on lui considère six faces, la face antérieure correspondant à la face postérieure du col du talus.

#### Face supérieure
La face supérieure de la trochlée du talus est une surface articulaire. Elle répond à la surface articulaire inférieure du tibia pour former l'articulation talo-crurale.
Elle forme une poulie plus large en avant qu’en arrière, fortement convexe d’avant en arrière et concave transversalement.
Elle présente une gorge médiane, légèrement oblique en avant et en dehors et plus près du bord médial que du bord latéral.
La facette latérale est plus étendue et plus saillante que la facette médiale. Son bord latéral est aigu dans la partie moyenne et taillé en biseau en avant et en arrière.
La facette médiale est bordée en dedans par une arête mousse.

#### Face inférieure
La face inférieure est occupée par la facette articulaire calcanéenne postérieure du talus en rapport avec la surface articulaire talaire postérieure du calcanéum. Elle est de forme ovalaire à grand axe oblique en avant et en dehors. Elle est fortement concave selon son grand axe.
À l'avant se trouve le sillon du talus (ou rainure astragalienne ou sillon astragalien) qui la sépare de la facette articulaire calcanéenne moyenne du talus qui s'articule avec la surface articulaire talaire moyenne du calcanéum.

#### Face latérale
La face latérale est en forme d’éventail dont le sommet est en bas et déjeté latéralement par le tubercule latéral du processus postérieur du talus. Elle est plane d’avant en arrière mais concave de haut en bas. Elle est occupée par la facette malléolaire latérale du talus qui s'articule avec la malléole latérale.
Sous la surface articulaire, le processus latéral du talus donne insertion au ligament talo-calcanéen latéral.
En arrière de la surface articulaire, on trouve l’insertion du ligament talo-fibulaire postérieur.

#### Face médiale
La face médiale présente en haut une facette articulaire allongée d’avant en arrière en forme de virgule couchée à grosse extrémité antérieure : la facette malléolaire médiale du talus. Cette facette est plate et s’articule avec la face latérale de la malléole médiale.
Dans la concavité de la virgule, on trouve une insertion du faisceau profond du ligament collatéral médial de l’articulation talo-crurale. 

#### Face postérieure
Elle présente une gouttière oblique en bas et en dedans : le sillon du tendon du muscle long fléchisseur de l’hallux du talus.
La gouttière est encadrée par deux tubercules qui forme le processus postérieur du talus :
- Le tubercule médial du processus postérieur du talus (ou tubercule de Stieda ou tubercule postéro-interne de l'astragale) donne une insertion au faisceau profond du ligament collatéral médial de l’articulation talo-crurale.
- Le tubercule latéral du processus postérieur du talus (ou apophyse trigone ou processus trigonal tubercule postéro-externe de l'astragale) est plus volumineux et forme quelquefois un os surnuméraire: l'os trigone (ou astragale surnuméraire ou accessoire). Une partie de l’insertion du ligament talo-fibulaire postérieur se situe sur la face latérale. À la pointe, on trouve l’insertion du ligament talo-calcanéen postérieur.

### Col du talus
Le col du talus (ou col de l'astragale ou collier astragalien de Farabeuf) est plus large en dehors qu’en dedans. Il relie le corps du talus à la tête du talus.
Son axe principal est orienté en avant et en dedans.

#### Face supérieure
Sa face supérieure est concave d’avant en arrière et convexe transversalement. Elle reçoit le rebord antérieur de l'épiphyse distale du tibia dans les mouvements de flexion du pied sur la jambe.
Elle donne insertion aux capsules des articulations talo-crurale et médiotarsienne. Sur la partie médiane s’insère le ligament talo-naviculaire.

#### Face inférieure
Elle forme un triangle à base externe. Elle forme une gouttière qui constitue le toit du sinus du tarse.
Dans la gouttière se fixent les deux plans du ligament talo-calcanéen interosseux.

#### Face médiale
La face médiale est rugueuse.

#### Face latérale
La face latérale est rugueuse et plus large que la médiale.

### Tête du talus
La tête du talus (ou tête de l'astragale) est la partie antérieure de l’os. Il a une forme sphéroïde. C'est une surface articulaire divisée en trois champs :
- un champ supérieur et antérieur composé des facettes articulaires naviculaire et calcanéenne du talus,
- un champ intermédiaire triangulaire à base interne formant la facette articulaire du ligament calcanéo-naviculaire plantaire du talus,
- un champ inférieur postero-médial de forme ovalaire à grand axe oblique en avant et en dehors formant la facette articulaire de la partie calcanéo-naviculaire du ligament bifurqué.

Les facettes articulaires naviculaire et calcanéenne du talus possède un axe principal qui forme avec l'horizontale un angle (appelé angle de rotation) aigu ouvert en dehors et en haut de 45° environ. Elles répondent respectivement à la surface articulaire postérieure de l'os naviculaire et à la face supérieure du calcanéum.
La facette articulaire du ligament calcanéo-naviculaire plantaire du talus s’articule avec le ligament calcanéo-naviculaire.
La facette articulaire de la partie calcanéo-naviculaire du ligament bifurqué s'articule avec le ligament bifurqué.

## Anatomie fonctionnelle
Le talus sert de pivot pour étendre ou fléchir la cheville. Il est recouvert par le tibia sur sa face supérieure et interne et par la fibula sur sa face externe, l'ensemble formant un système tenon-mortaise.

## Embryologie
Le centre d'ossification du talus apparaît entre le septième et le huitième mois de grossesse.

## Aspect clinique
Du fait qu'il transmet tout le poids du corps, les fractures de cet os sont graves et nécessitent un traitement adapté. Elles sont néanmoins peu courantes.
L'os du talus manque d'un bon apport sanguin. Pour cette raison, la guérison d'un talus cassé peut prendre plus de temps que la plupart des autres os. Une personne avec un talus cassé peut ne pas être capable de marcher pendant plusieurs mois sans béquilles et portera ensuite un plâtre de marche ou une botte quelconque après cela.
Les lésions du talus peuvent être difficiles à reconnaître,, et les fractures du processus latéral en particulier peuvent être radiographiquement occultes. Si elle n'est pas reconnue et prise en charge de manière appropriée, une fracture du talus peut entraîner des complications et une morbidité à long terme. Une revue de 2015 est arrivée à la conclusion que les fractures isolées du corps du talus pourraient être plus fréquentes qu'on ne le pensait auparavant.

## Anatomie comparée
Le talus dériverait de la fusion de trois os séparés dans les pieds des amphibiens primitifs ; la tibiale, s'articulant avec le tibia, l'intermédium, entre les bases du tibia et de la fibula, et la quatrième centrale, située dans la partie médiane du tarse. Ces os sont encore partiellement séparés chez les amphibiens modernes, qui n'ont donc pas de véritable talus. 
Le talus forme une articulation beaucoup plus flexible chez les mammifères que chez les reptiles. Cela atteint son apogée chez les artiodactyles, où la surface distale de l'os présente une quille lisse pour permettre une plus grande liberté de mouvement du pied, et ainsi augmenter la vitesse de course.
Chez les crocodiles modernes, le talus porte une cheville qui s'insère dans une douille correspondante sur le calcanéum, et la charnière de l'articulation de la cheville passe entre les deux tarses. Cette configuraion était probablement ancestrale pour les archosaures . 
Chez les dinosaures (y compris les oiseaux modernes) et les ptérosaures, la charnière de la cheville est plutôt distale par rapport aux deux tarses,. Beaucoup plus rares sont les archosaures avec une articulation de la cheville dans laquelle le calcanéum porte une cheville tandis que le talus porte une douille.
Dans la lignée des dinosaures théropodes menant aux oiseaux, le talus augmente progressivement de taille jusqu'à former toute la facette proximale de l'articulation de la cheville. De plus, le processus ascendant antérieur s'étend progressivement de plus en plus proximalement. Chez les oiseaux modernes, le talus est fusionné avec le tibia pour former le tibiotarse.

## Culture
Les dés étaient à l'origine fabriqués à partir du talus d'animaux à sabots. Connus familièrement sous le nom de « osselets », ils sont approximativement tétraédriques . 
En Mongolie, on utilise encore des talus de moutons ou de chèvres pour jouer au shagai. Ils sont également utilisé pour la divination, chaque pièce ayant une signification symbolique.

## Galerie

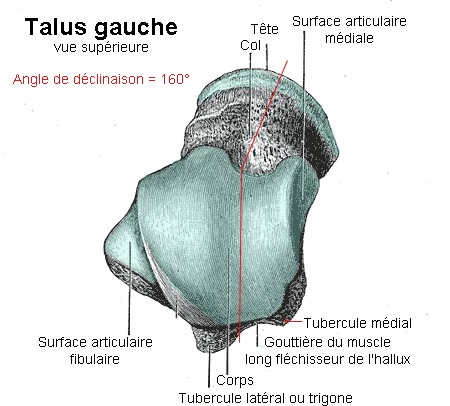
Talus gauche, vue d'en haut.
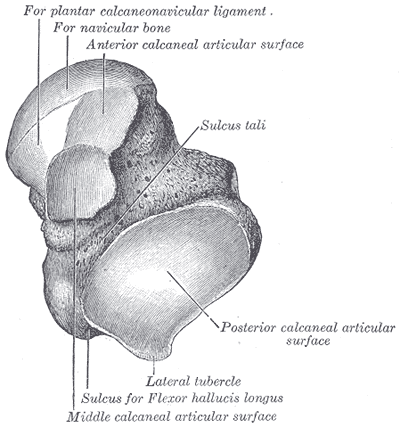
Talus gauche, vue d'en bas.
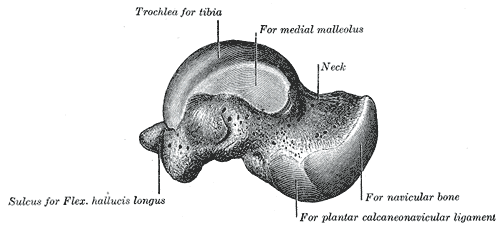
Talus gauche, vue médiale.
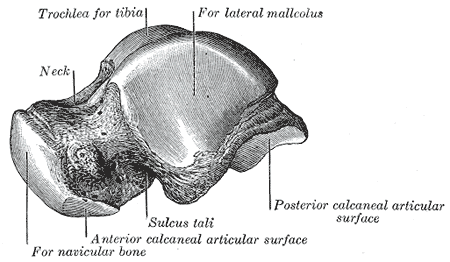
Talus gauche, vue latérale.